# For All We Know
For All We Know ist ein Popsong, den J. Fred Coots (Musik) und Sam M. Lewis (Text) verfassten und 1934 veröffentlichten. Er wurde ab den 1950er-Jahren auch zu einem viel gespielten Jazzstandard.

## Geschichte
Der Coots-Lewis-Song For All We Know, dessen erste Zeile For all we know, we may never meet again lautet, hat die Form ABAB', geschrieben in F-Dur im Stil einer einfachen Foxtrott-Ballade. Vorgestellt wurde er von Morton Downey im amerikanischen Rundfunk in seiner damals populären Radioshow und auf Schallplatte.
Bereits 1934 kam der Song in der Version von Hal Kemp (Gesang Joe Martin, Arrangement von John Scott Trotter) in die US-Charts (#3); Isham Jones und sein Orchester erreichten #16. Auch in späteren Jahren bestätigte sich das Hitpotenzial des Songs: Die The Andrews Sisters waren damit 1942 erfolgreich; 1962 gelangte Dinah Washington mit ihrer Coverversion auf #88 der Hitparaden. 1949 nahm ihn Nat King Cole auf, in rascher Folge entstanden in den frühen 50ern Vokal- und Instrumental-Fassungen verschiedener Jazzmusiker wie Loumell Morgan, Hazel Scott, Vinnie Burke, Earl Bostic, Teddi King, Marian McPartland, Dave McKenna und von Woody Herman and His Orchestra.
1959 coverten Nina Simone, 1964 Aretha Franklin und 1965 The Spinners den Song. Die Version von Rosemary Clooney fand Verwendung in dem Dan-Ireland-Film Mrs. Palfrey at the Claremont (2005); außerdem wurde der Song in dem Woody-Allen-Film Celebrity (1998) gespielt. In der Fassung von Johnny Hartman wurde er im Soundtrack von The Bridges of Madison County verwendet. Der Diskograf Tom Lord listet (Stand 2017) 534 Versionen im Bereich des Jazz. Hervorhebenswert sind laut Jazzstandards.com besonders die Versionen von Dave Brubeck, Benny Carter, June Christy, Stan Getz, Grant Green, Rosemary Clooney, Billie Holiday (Lady in Satin 1958), Johnny Hartman, Bucky Pizzarelli und Cedar Walton. In späteren Jahren coverten ihn auch das Clayton/Hamilton Jazz Orchestra, Cyrus Chestnut, Monty Alexander, Stan Tracey, Freddy Cole, Arild Andersen, Keith Jarrett/Charlie Haden (Jasmine) und Eden Atwood.
For All We Know ist nicht mit dem gleichnamigen Song aus dem Jahr 1970 zu verwechseln, den Fred Carlin, Robb Wilson und Arthur James für den Film Lovers and Other Strangers schrieben; The Carpenters kamen 1971 mit diesem Lied in die US-Charts. Gecovert wurde es auch von Stephane Grappelli, Mary Stallings und Astrud Gilberto.